# Solid Silver
| Recensione | Giudizio |
| ---------- | -------- |
| AllMusic   |          |

Solid Silver è l'ottavo album in studio dei Quicksilver Messenger Service, pubblicato dalla Capitol Records nell'ottobre del 1975.

## Tracce
Lato A
1. Gypsy Lights – 3:41 (Gary Duncan)
2. Heebie Jeebies – 4:14 (John Cipollina)
3. Cowboy on the Run – 3:13 (Dino Valenti)
4. I Heard You Singing – 3:44 (David Freiberg, Robert Hunter)
5. Worrying Shoes – 3:24 (Dino Valenti)

Lato B
1. The Letter – 4:02 (Dino Valenti)
2. They Don't Know – 3:51 (Gary Duncan)
3. Flames – 4:17 (John Cipollina)
4. Witches' Moon – 2:59 (Dino Valenti)
5. Bittersweet Love – 4:21 (Dino Valenti, Gary Duncan)

## Formazione

### Gruppo
- Dino Valenti - chitarra (tracce 4 e 9), chitarra acustica (tracce 3 e 9), voce (tracce 3, 5, 6, 8 e 10), accompagnamento vocale (traccia 1)
- John Cipollina - chitarra solista  (tracce 1, 2, 5 e 8) con accordatura aperta (traccia 10), chitarra (tracce 4 e 6), guitar drone & feedback (traccia 8), armonizzazione di chitarra (traccia 9), chitarra ritmica (traccia 10), voce, steel hawaiian guitar (traccia 2)
- Gary Duncan - voce (tracce 1 e 7), accompagnamento vocale (traccia 2), chitarra solista (tracce 1, 5-7, 9 e 10), chitarra (tracce 4  e 8), chitarra ritmica (tracce 1, 2, 5-7 e 10), chitarra acustica (tracce 3 e 7), pedal steel guitar (traccia 6), armonizzazione di chitarra (traccia 9)
- David Freiberg - basso (tracce 1, 2, 4, 6, 7, 9 e 10), voce  (traccia 4), accompagnamento vocale (tracce 1 e 7)
- Greg Elmore - batteria

### Musicisti ospiti
- Nicky Hopkins - pianoforte (tracce 2 e 3)
- Pete Sears - pianoforte  (tracce 4, 6 e 9)
- Michael Lewis - pianoforte (tracce 5, 7 e 10), organo (traccia 1), sintetizzatore Arp  (tracce 3, 7 e 9)
- Skip Olson - basso (tracce 3 e 5)
- Mario Cipollina - basso (traccia 8)
- Kathi McDonald - accompagnamento vocale (tracce 1, 4, 6, 7 e 10)